# Блумен, Питер ван
Питер ван Блумен, Петер ван Блумен (нидерл. Pieter van Bloemen; 16 января 1657, Антверпен — 6 марта 1720, Антверпен) — фламандский живописец по прозванию «Штандарт» (нидерл. Standaаrt). Живописец пейзажного, анималистического и бытового жанров. Его небольшие по размеру картины, изображающие конные состязания, животных и рыночные сцены в своё время имели большой успех. Старший брат и первый учитель своего брата Яна Франса.

## Биография
Питер, или Петер, ван Блумен родился 16 января 1657 года в городе Антверпене. С десяти лет обучался живописному мастерству у Симона ван Доу, провёл более двадцати лет в столице Италии городе Риме, где получил прозвание «Штандарт» (нидерл. Standaаrt — Знамя) за то, что в своих картинах уделял большое внимание изображениям штандартов, гербов, флагов и прочей воинской атрибутики.
В 1674 году в возрасте семнадцати лет стал мастером римской гильдии живописцев Святого Луки. У Питера было два младших брата, также художники: Ян Франс и Hopберт. В 1684 году Питер ван Блумен был в Лионе в компании голландских художников Адриана ван дер Кабеля и Гиллиса Виникса. Его брат Ян Франс сначала присоединился к нему в Лионе, а затем братья в 1688 году прибыли в Рим, где они были зарегистрированы в приходе Сант-Андреа-делле-Фратте. В 1690 году к ним присоединился третий брат Норберт ван Блумен.
Питер совместно с Яном в поисках сюжетов неоднократно предпринимали поездки по Италии, в частности в Турин, Неаполь, на Сицилию и Мальту, Питер ван Блумен писал пейзажи и архитектурные виды с фигурами людей и лошадей, а также батальные сцены и сцены из солдатской жизни. Питер и Ян Франс часто сотрудничали в написании картин: Питер взял на себя роль художника-фигуриста, а Ян Франс писал пейзажный фон.
Питер стал членом объединения художников «Перелётные птицы» (Bentvueghels), ассоциации в основном голландских и фламандских живописцев, работающих в Риме. В обществе было принято давать каждому художнику так называемое «перелётное имя» (bent name). Питер получил новое имя «Штандарт» (Standaart), или, по-итальянски, «Standardo». Считается, что это прозвище ему дали в связи со штандартами и знамёнами, которые он изображал в своих картинах на батальные сюжеты. В 1694 году Питер вернулся в Антверпен, а Норберт уехал в Амстердам.
В 1699 году в Риме Питер ван Блумен стал деканом Академии Святого Луки. Художник умер в Антверпене и был похоронен в церкви Св. Иакова 6 марта 1720 года. Его учениками помимо младших братьев были Петер ван Акен и Франс ван Альтер.

## Творчество
Питер ван Блумен был плодовитым живописцем, лучше всего ему удавалось изображение животных, но также он создал множество пейзажных, бытовых, батальных композиций и картин на мифологические сюжеты. Он продолжил традицию итальянизации пейзажей Римской Кампаньи, написанных нидерландскими художниками. Часть его картин отражает особенности школы «бамбоччанти», группы в основном голландских и фламандских художников бытового жанра.
Характерная черта его картин — изображения животных на переднем плане сельского или архитектурного руинированного пейзажа, передающего «римскую атмосферу», использование ярких красок в костюмах фигур, контрастирующих с окружением.
Из-за особого мастерства в изображении лошадей его часто приглашали для совместной работы над композициями других местных художников. Примером может служить его сотрудничество с Бальтазаром ван ден Бошем над портретом, включая сцену битвы, сделанным для герцога Мальборо, когда он посетил Антверпен после битвы при Рамилье в 1706 году. Ван ден Бош написал портрет, а Питер ван Блумен — лошадей (эта картина известна только по сохранившейся копии, написанной одним Питером ван Блуменом).
Блумен также сделал много рисунков, которые представляют собой в основном пейзажи и этюды фигур и животных с натуры.
Картины художника можно встретить во многих крупных музеях Европы. В Санкт-Петербургском Эрмитаже хранятся семь картин Питера ван Блумена.

## Галерея

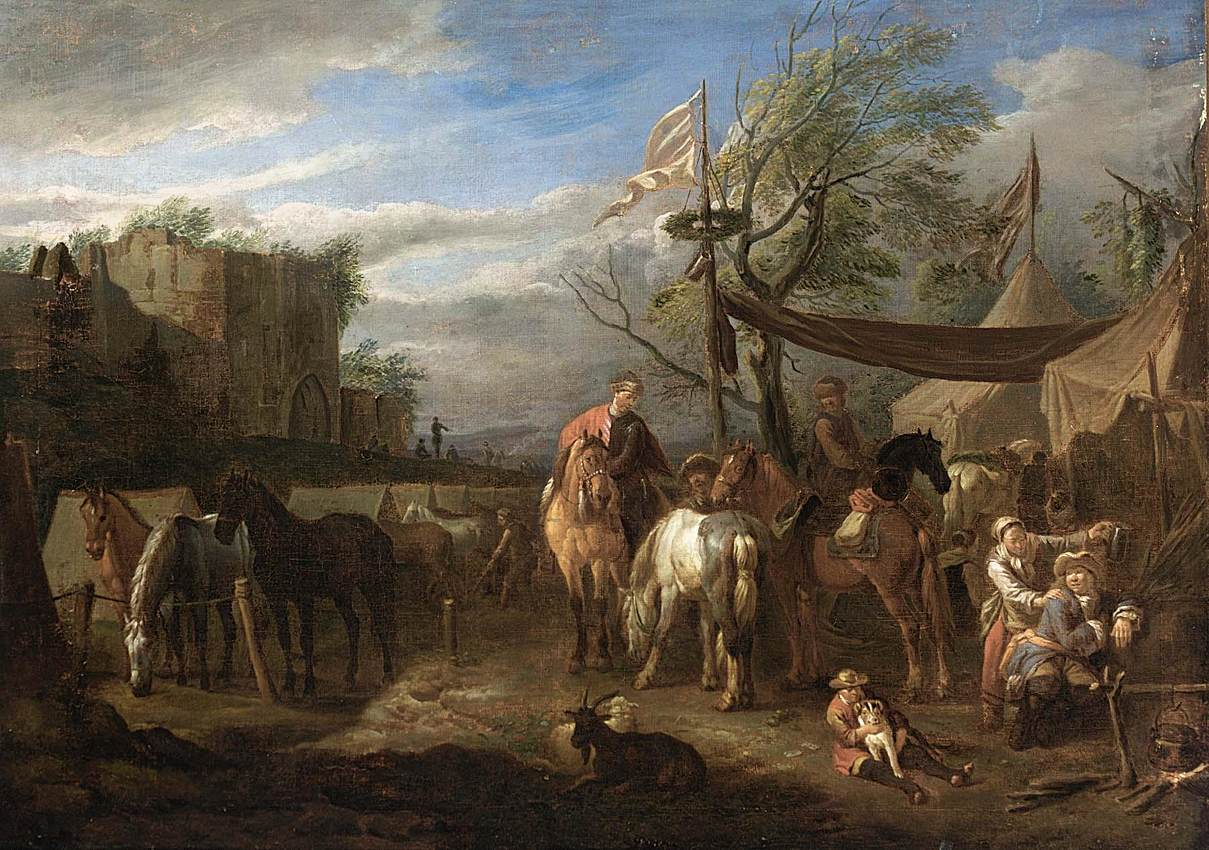
Всадники, отдыхающие в военном лагере. 1670-е гг. Холст, масло. Частное собрание
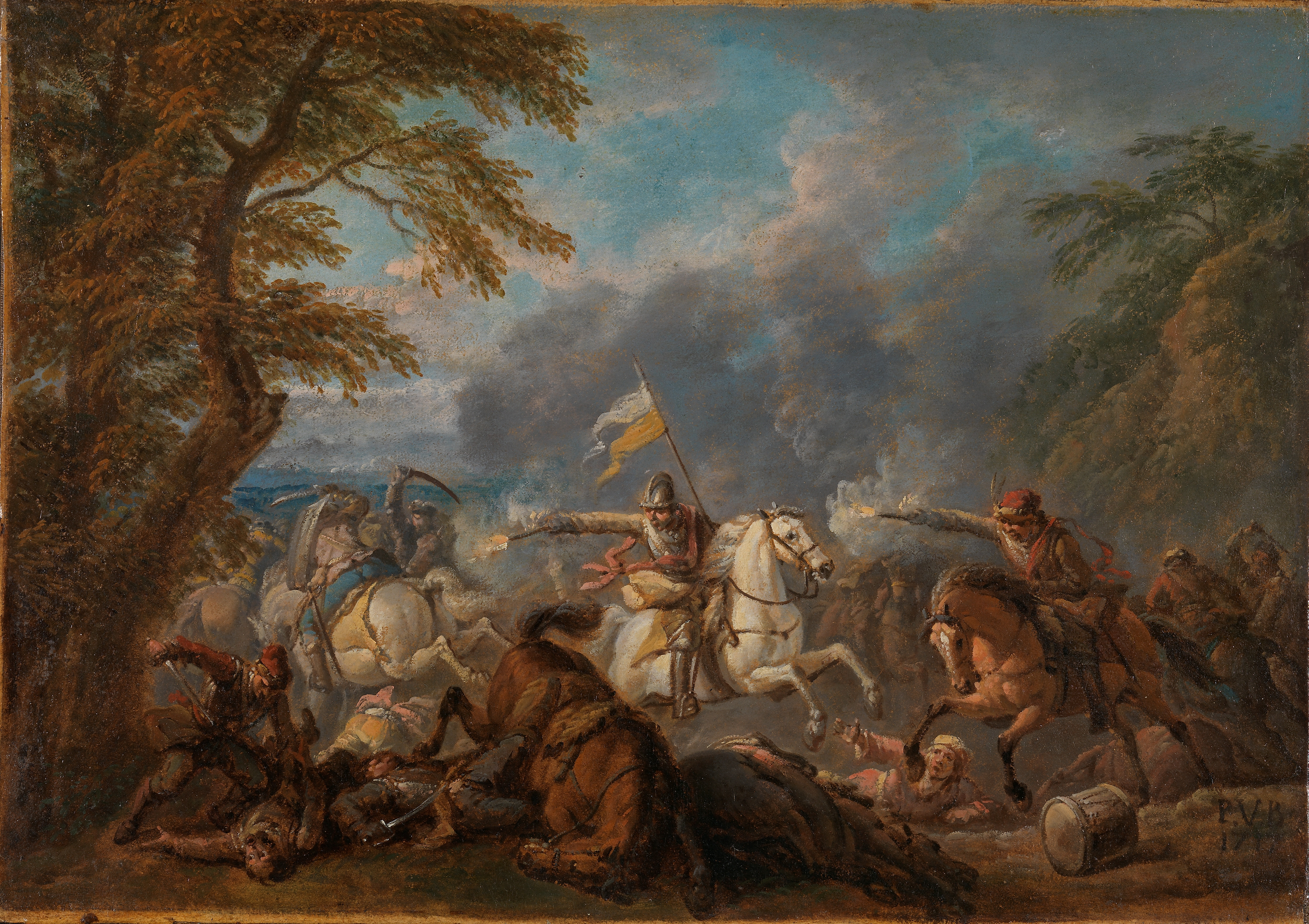
Кавалерийская битва. 1717. Холст, масло. Национальная галерея, Осло
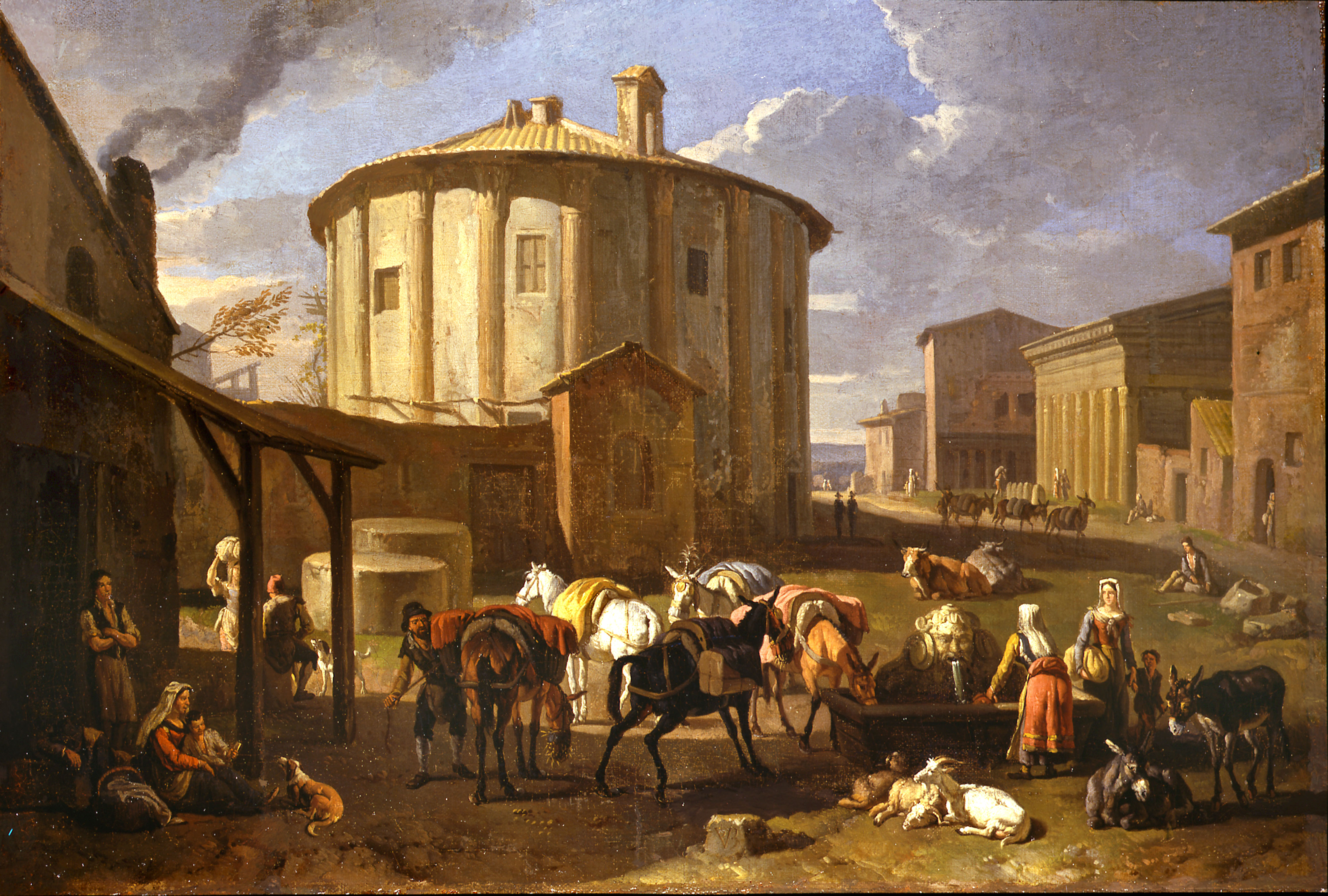
Храм Весты в Риме. 1730-е гг. Холст, масло. Частное собрание
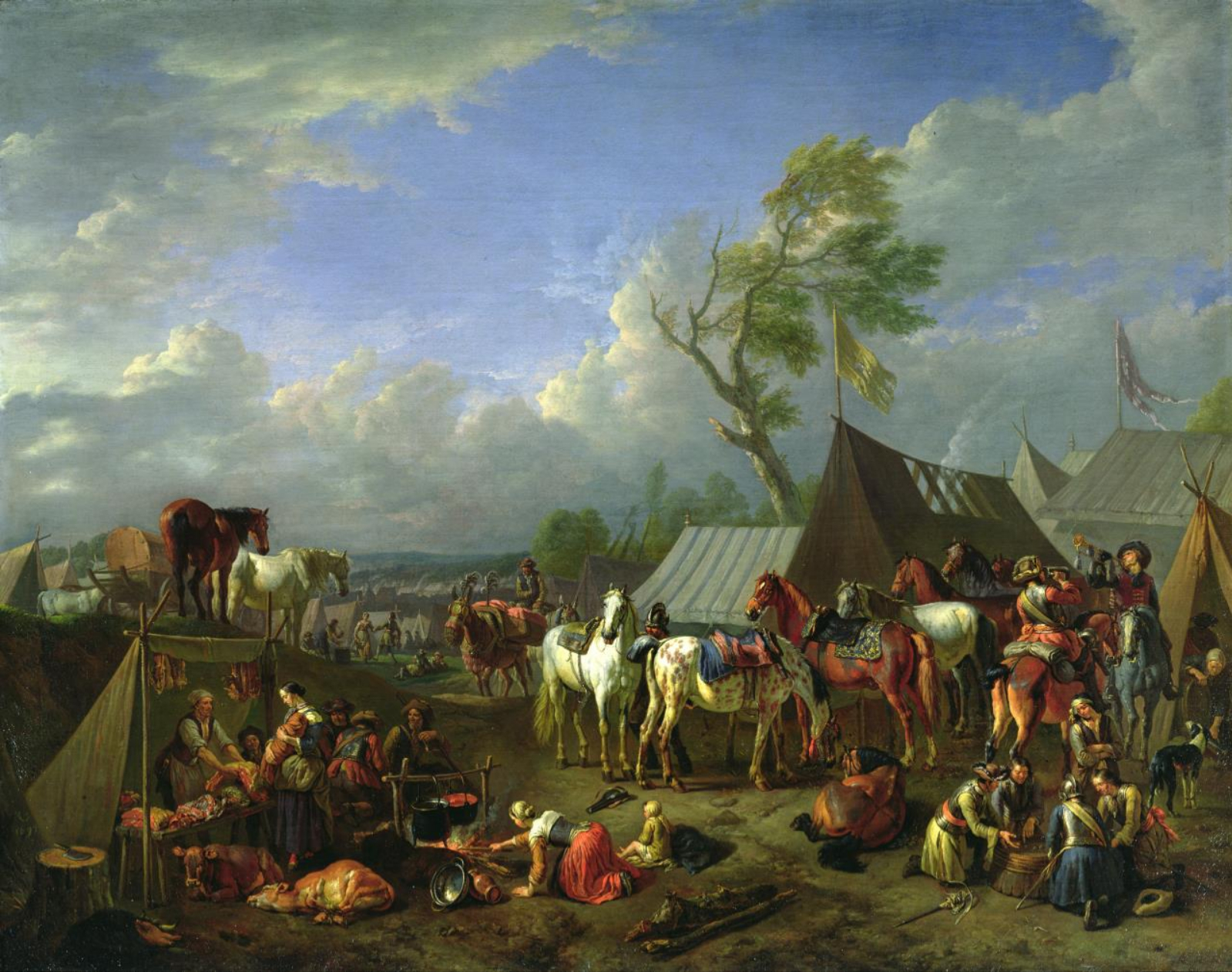
Военный лагерь. 1697. Холст, масло. Художественная галерея, Йорк. Великобритания
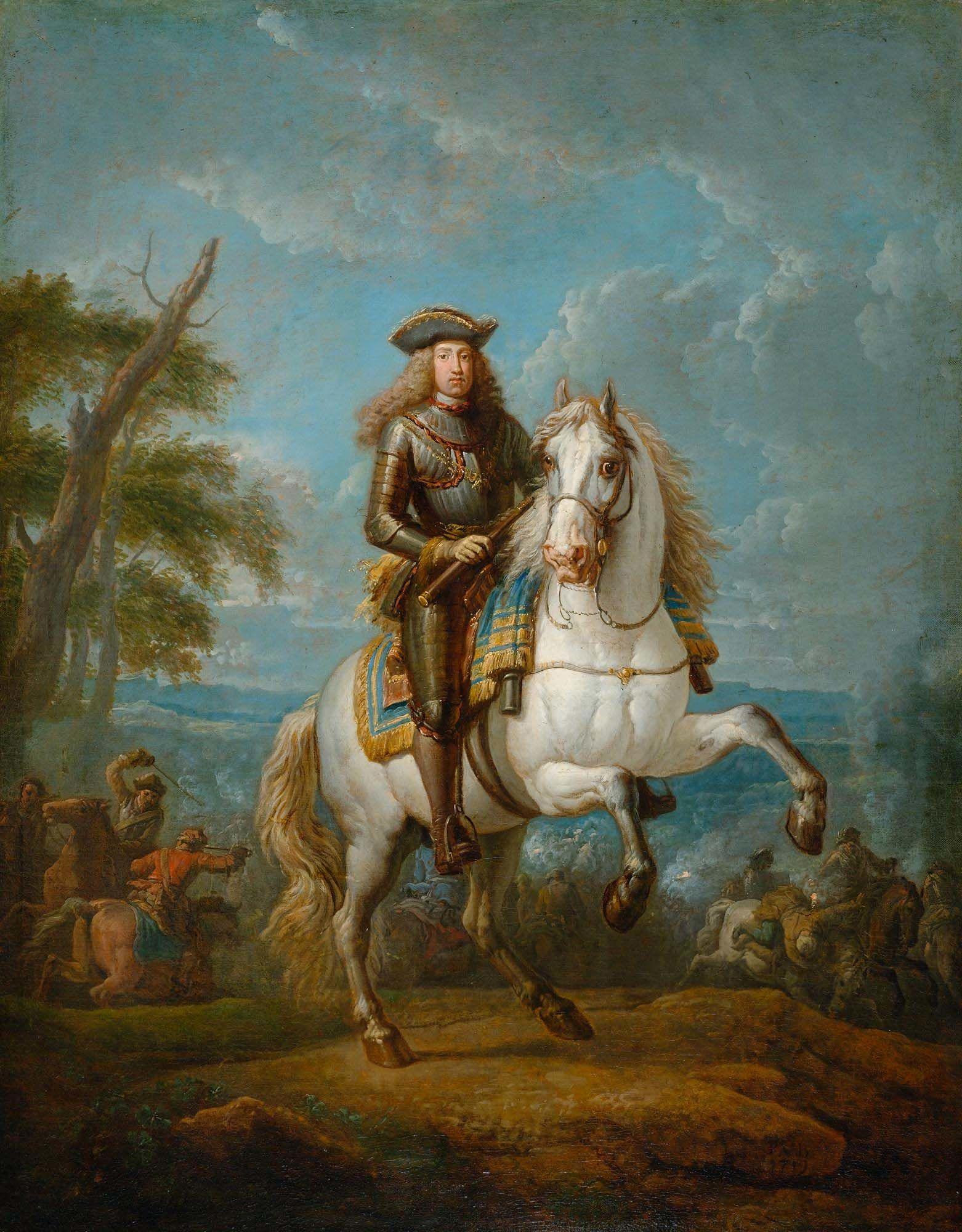
Конный портрет Карла VI, императора Священной Римской империи. 1719. Холст, масло. Нидерландский институт военной истории, Гаага
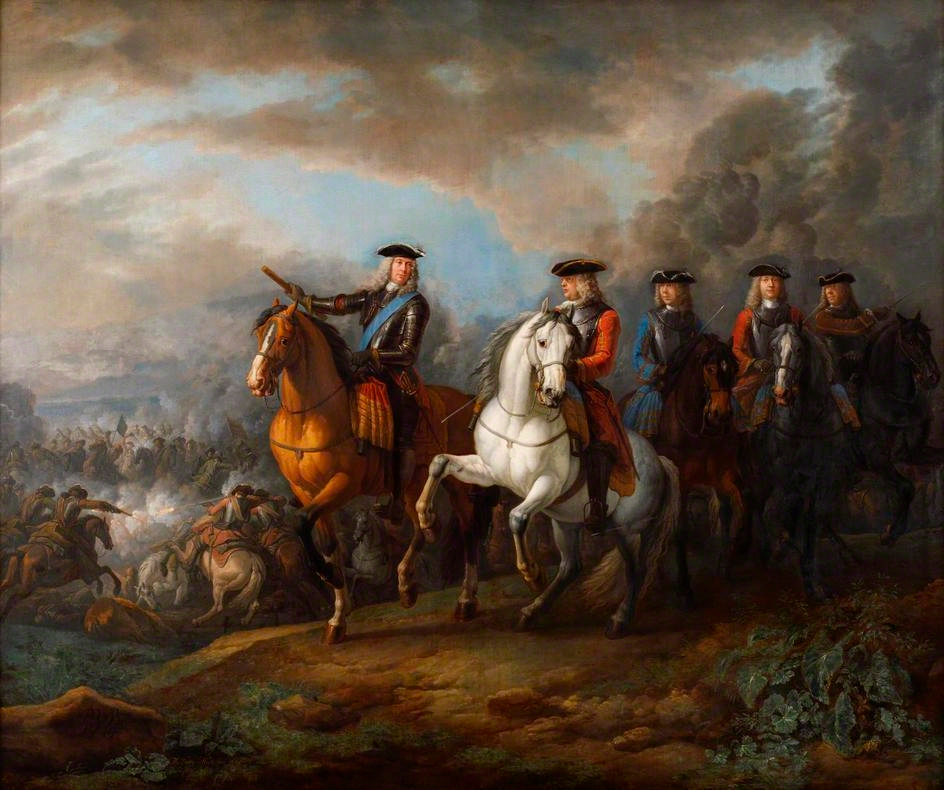
Герцог Мальборо и граф Кадоган при Бленхайме. 1714. Холст, масло
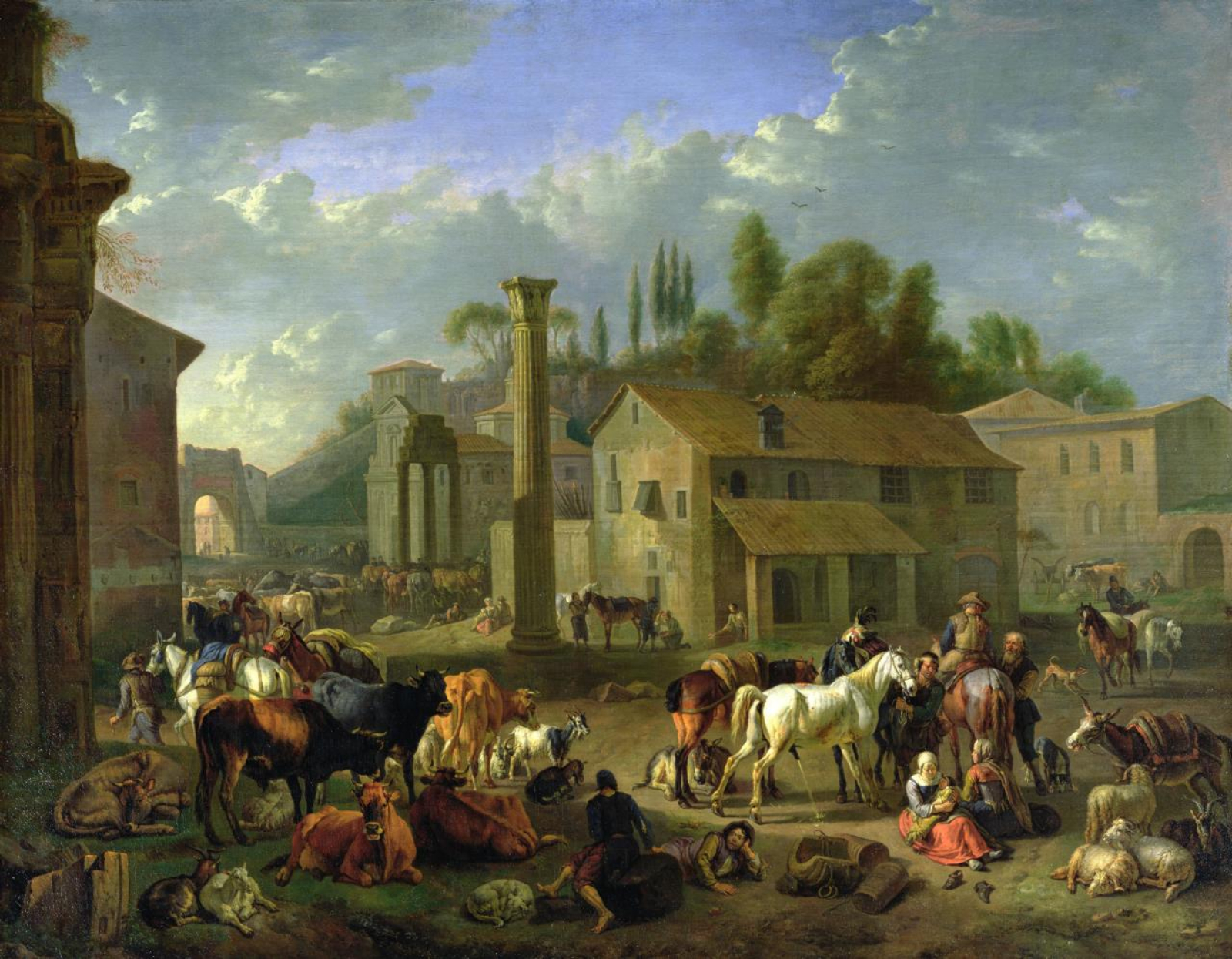
Солдаты, отдыхающие в деревне. 1697. Холст, масло. Художественная галерея, Йорк. Великобритания
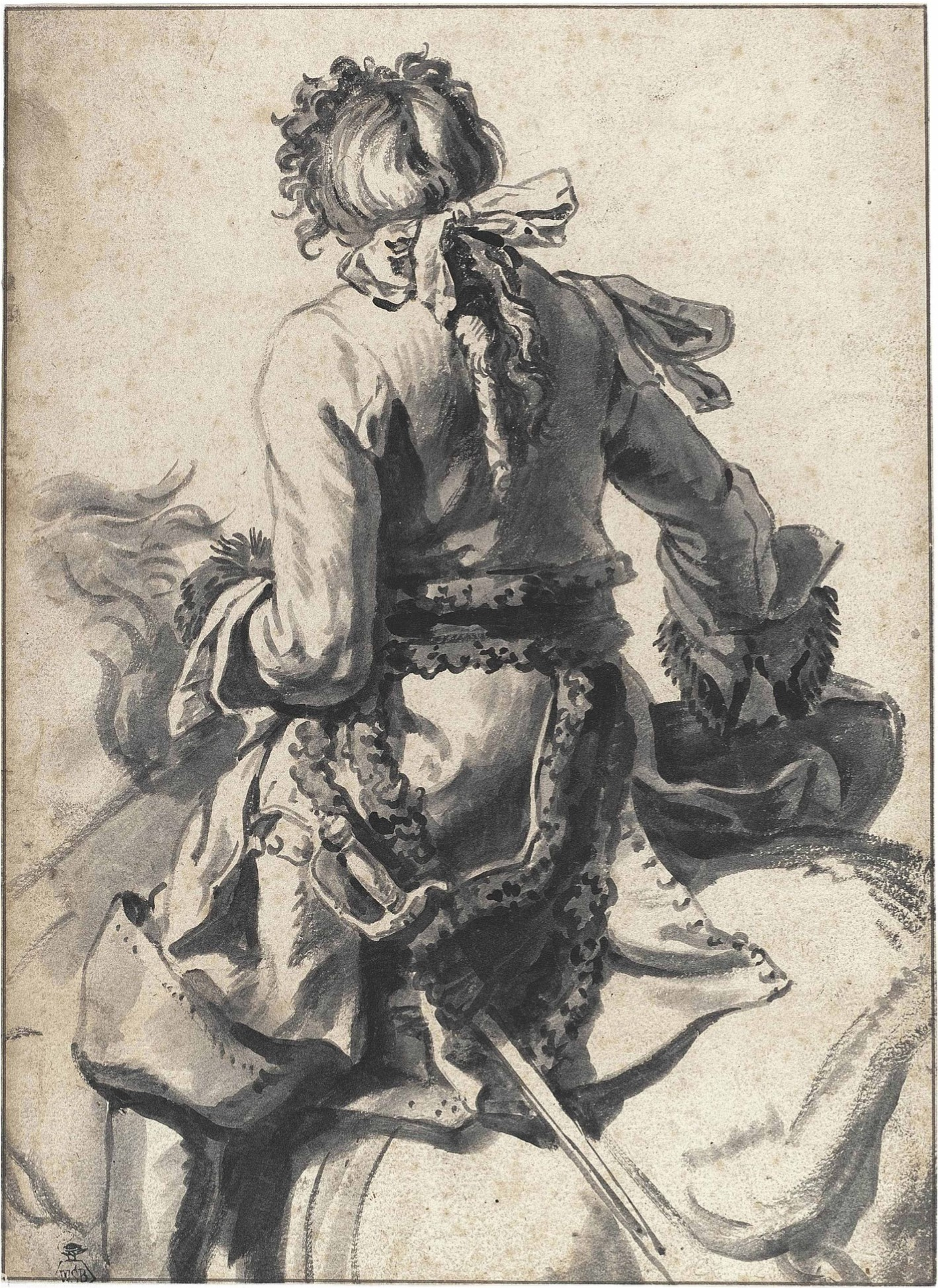
Всадник со спины. Между 1667 и 1720 гг. Бумага, тушь, кисть. Частное собрание